# Laigneville
 Laigneville  es una población y comuna francesa, en la región de Picardía, departamento de Oise, en el distrito de Clermont y cantón de Liancourt.

## Demografía
| 2061 | 2367 | 2806 | 2983 | 3604 | 3789 |
| Para los censos de 1962 a 1999 la población legal corresponde a la población sin duplicidades (Fuente: INSEE [Consultar]) |      |      |      |      |      |